# کاج زبرمیوه
کاج زبرمیوه (نام علمی: Pinus subsect. Balfourianae) نام یک زیربخش از سرده کاج است.